# Daldinia
Daldinia Ces. & De Not. (warstwiak) – rodzaj grzybów z rodziny Hypoxylaceae.

## Charakterystyka
Grzyby nadrzewne wytwarzające owocnik o kulistej podkładce, wewnątrz warstwowanej. Podkładki warstwiaków rozwijają się zwykle w ciągu kilku tygodni. W ten sposób w ich endostromie powstają naprzemiennie półkoliste, wąskie, ciemne do czarnych strefy i szerokie, jaśniejsze, białawe do szarobrązowawych i mniej jednolite strefy o włóknistej konsystencji. W zależności od gatunku i stopnia rozwoju, pojedynczy owocnik może zawierać do dwudziestu takich stref. Krótko przed dojrzałością zwykle widoczne są tylko górne, jasne pasma, np. u D. concentrica. Następnie powstaje galaretowata ciecz – u D. fissa w całym endostromie, w innych tylko w górnej części podkładek. Zjawisko to spowodowane jest żelatynizacją części elementów strzępkowych jasnych stref. Im bardziej „galaretowaty” płyn wytwarza endostroma, tym więcej dziur i „rozdarć” powstaje po wyschnięciu podkładek. W górnej części endostromy powstaje warstwa perytecji. W miarę dojrzewania askospor, wilgoć z wnętrza wnika do podkładek, co sprawia, że ich powierzchnia staje się gładka i lepka, potem (po kilku miesiącach) wysychając uzyskuje błyszczący, lakierowany wygląd.
Perytecja zwykle powstają w jednym rzędzie, rzadko w dwóch lub trzech rzędach. Przeważnie są rurkowate, lub lancetowate, ale wskutek zagęszczenia często są zdeformowane. Askospory wydobywają się z nich przez ostiole, które albo są jak pępek zatopione w podkładkach, albo wystają z powierzchni w postaci punktów lub brodawek. Ich wygląd często ma znaczenie diagnostyczne. Worki są cylindryczne, osadzone na długich szypułkach. Mają na wierzchołkach aparat apikalny w kształcie pierścienia, który w odczynniku Melzera zmienia kolor na niebieski. Jego rozmiar ma znaczenie przy identyfikacji gatunków. Askospory w masie mają barwę fioletowoczarną, w mikroskopie świetlnym kolor zarodników zmienia się od jasnobrązowego do ciemnobrązowego. Pora rostkowa zwykle biegnie wzdłuż całej długości zarodnika. Niektóre askospory zawierają drobne kropelki obserwowane w wodzie, po dodaniu odczynnika Melzera widoczna staje się wydłużona wakuola, zwykle w środkowej części zarodnika. Askospory początkowo są szkliste, podczas dojrzewania wybarwiają się na brązowo. Mają gładką powierzchnię, ich wymiary i kształty są typowe dla gatunku i są dobrą cechą diagnostyczną. Wydalanie zarodników trwa przez 20–30 dni i odbywa się wyłącznie w nocy. Z powierzchni 20 cm² przez 30 dni wydalane jest około 2062 milionów zarodników (132 mln dziennie). Owocnik traci w tym okresie około 70% swojej wagi.
Później na powierzchni podkładek, a czasami także na otaczającym je drewnie i korze powstaje anamorfa. Konidia początkowo są szkliste, potem wybarwiają się na brązowo, nadając podkładkom matowy wygląd. Konidiogeneza u niektórych gatunków jest enteroblastyczna, u innych holoblastyczna. Po kilku tygodniach może powtórnie nastąpić konidiogeneza, co powoduje, że powierzchnia podkładek znów zmieni wygląd i z tego powodu nie może być wystarczająca do identyfikacji gatunku.

## Systematyka i nazewnictwo
Pozycja w klasyfikacji według Index Fungorum: Hypoxylaceae, Xylariales, Xylariomycetidae, Sordariomycetes, Pezizomycotina, Ascomycota, Fungi.
Synonimy nazwy naukowej: Annellosporium M.L. Davey, Hemisphaeria Klotzsch, Peripherostoma Gray, Pyrenopolyporus Lloyd, Stromatosphaeria Grev.
Polska nazwa rodzaju występuje w pracy B. Gumińskiej i W. Wojewody.
Gatunki występujące w Polsce:
- Daldinia childiae J.D. Rogers & Y.M. Ju 1999[5] – warstwiak dyskowaty[6]
- Daldinia concentrica (Bolton) Ces. & De Not. 1863 – warstwiak zwęglony[2]
- Daldinia decipiens Wollw. & M. Stadler 2001[7]
- Daldinia fissa Lloyd 1922[8]
- Daldinia lloydii Y.M. Ju, J.D. Rogers & F. San Martín 1997[9]
- Daldinia loculata (Lév.) Sacc. 1882[5]
- Daldinia loculatoides Wollw. & M. Stadler 2004[5]
- Daldinia petriniae Y.M. Ju, J.D. Rogers & F. San Martín 1997[5] – warstwiak guzkowaty
- Daldinia pyrenaica M. Stadler & Wollw. 2001[7]
- Daldinia vernicosa Ces. & De Not. 1863[5]

Nazwy naukowe na podstawie Index Fungorum Nazwa polska na podstawie rekomendacji Komisji ds. Polskiego Nazewnictwa Grzybów przy Polskim Towarzystwie Mykologicznym.